# Diknjići
Diknjići su naseljeno mjesto u općini Vareš, Federacija Bosne i Hercegovine, BiH.

## Povijest
Povijest ovog sela počinje s dubrovačkim trgovačkim karavanama na svom putu od Oćevije preko Medne luke, Mekuša, Diknića, Vareša, pa dalje do Dubrovnika. Glavna roba koje su karavane prenosile u Dubrovnik bio je drveni ugljen.Podno današnjih Diknjića imale su karavane svoje odmorište zvano Ilina kava. Odmorište je nazvano po izvjesnom Iliji jer je on tu spremao kavu za umorne karavandžije. Stanoviti Božo zvani Ćumurdžija na mjestu današnjih (drugih) Diknića napravio je prvu ćumuranu, a sebi potleušicu te iz toga razvio uzorno gazdinstvo, te tako tu ostao i opstao. Trgovci su Božu i sinove mu nazivali jednostavno Božići, pa je otuda i nastalo diknićko prezime Božić. Pretpostavlja se da je Božo bio Jelić, jer je njegovo gazdinstvo bilo na Jelića brdu, a druga mogućnost je da se prezivao i Dinić, jer su Dinići prilikom stvaranja Bokokotorske republike izbjegli u Dubrovnik, a tragom karavana dospjeli do današnjih Diknića, odnosno formirali selo koje će po njima dobiti ime. Krajem rata 1918. godine, Ilija Franjić postavio je križeve na Ilinoj kavi na raskrižju Divinica – Diknići i na raskrižju puteva Pržići – Diknići – Panje. Njegov unuk danas održava križ na raskrižju između prvih i drugih Diknića. 
Od 1924. godine Diknići su imali najjaču partijsku ćeliju Hrvatske seljačke stranke s brojnijim članstvom od cijele općine Vareša. Pored livanjske, ćelija je bila najbrojnija u BiH. Nakon Radićeva ubojstva 1928. ćelija HSS-a je štaviše ojačala. No morali su prijeći u ilegalu. Lokalni čelnici Mijuška i Mićica šumskom su komorom u vrećama od kostrijeti potajice prebacili arhivu zabranjene stranke HSS iz Vareša preko Brloga, Volujaka, Jelića brda, Panja (Krečana) na Dikniće. Radićevci s Diknića bili su na glasu kao lijepo odjeveni i a i najbrojniji na kongresima HSS u Zagrebu. Diknići su imali prvi planinarski dom na Krečanama.
Mnoge su kuće za Drugoga svjetskog rata na Diknićima spaljene. Mještani su morali privremeno izbjeći, ali su se ubrzo vratili i obnovili svoje domove. Mnogo su mladi ljudi ubijeni jer po nekome ti ljudi nisu trebali živjeti samo zato što su nepodobni. Podoban je bio narodni heroj Branko Jelić koji je poginuo kao borac čačanskoga odreda. U partizane su ga odvukli studentski ideali, a ipak je on postao sinonim ovog sela. Diknići su leglom nogometa. Na istim Krečanama, ponad Diknića i 500 m od Rasada nedjeljom su se igrale utakmice uličnog prvenstva Vareša u nogometu. Krečane su mjesto gdje je nikao "diknićki Santrač" Toma Franjić, prvi s Diknića koji je zaigrao u NK Vareš. Premda malo selo, sagradili su mali stadioni na Rasadima. S brojnom mladeži, Diknići su postali najjači klub u tek formiranoj seoskoj ligi. I Diknićanke su se dokazale u nogometu. Katarina Božić i Rajna Jelić zaigrale su u najjačim klubovima ženske lige u Jugoslaviji, a Katarina je jedno vrijeme igrala i u Engleskoj,  i mogla je zaigrati za englesku reprezentaciju ali nije prihvatila njihovo državljanstvo.
Od 1977. u Diknićima je mladež organizirala turnir u malome nogometu. Postao je tradicionalan i povezali su ga s Danom ustanka naroda u BiH. Igralo se do turobne 1993. godine. Turnir ipak nije prekinut. Premješten je s Rasada na Čemerčića ravan na Višnjićima. To je bilo izbjegličko mjesto turnirutijekom dvije godine. Od tad turnir nosi naslov memorijalnog, u spomen na poginulog bojovnika Boška Franjića Boleta. Franjić je bio pravi izdanak diknićke nogometne tradicije. Bio je omladinski reprezentativac BiH i vratar NK Vareš. Turnir je ostvario dugu tradiciju uvelike zbog zasluga i upornosti entuzijasta Matije Franjića.

## Stanovništvo
Nacionalni sastav stanovništva 1991. godine, bio je sljedeći:
ukupno: 147
- Hrvati - 138
- Muslimani - 4
- Jugoslaveni - 4
- ostali, neopredijeljeni i nepoznato - 1

### 2013.
Nacionalni sastav stanovništva 2013. godine, bio je sljedeći:
ukupno: 14
- Hrvati - 13
- Bošnjaci - 1